# 新潮少年文庫
新潮少年文庫（しんちょうしょうねんぶんこ）は、新潮社が1971年から1973年に発行した児童向け図書全10巻のシリーズ。「文庫」とあるが、新潮文庫からの刊行ではなく、ハードカバーだった。

## 刊行リスト
1. 『だれも知らない国で』星新一著（挿絵：真島節子） 1971年11月 - のち『ブランコのむこうで』と改題
2. 『ユタとふしぎな仲間たち』三浦哲郎著（挿絵：三田恭子） 1971年11月
3. 『めっちゃ医者伝』吉村昭著（挿絵：原田維夫） 1971年11月 - のち『雪の花』と改題
4. 『遠い岬の物語』伊藤桂一著（挿絵：柏村勲） 1972年1月
5. 『花は来年も咲くけれども』阿部光子著（挿絵：山口操助） 1972年1月
6. 『つぶやき岩の秘密』新田次郎著（挿絵：司修） 1972年1月
7. 『古城の歌』田中澄江著（挿絵：柏村由利子） 1972年3月
8. 『蛙よ、木からおりてこい』水上勉著（挿絵：丸木俊） 1972年3月 - のち『ブンナよ、木からおりてこい』と改題
9. 『進化への航路』戸川幸夫著 1973年12月
10. 『ものぐさ太郎の恋と冒険』結城昌治著（挿絵：村上豊） 1973年12月